# Astíanax

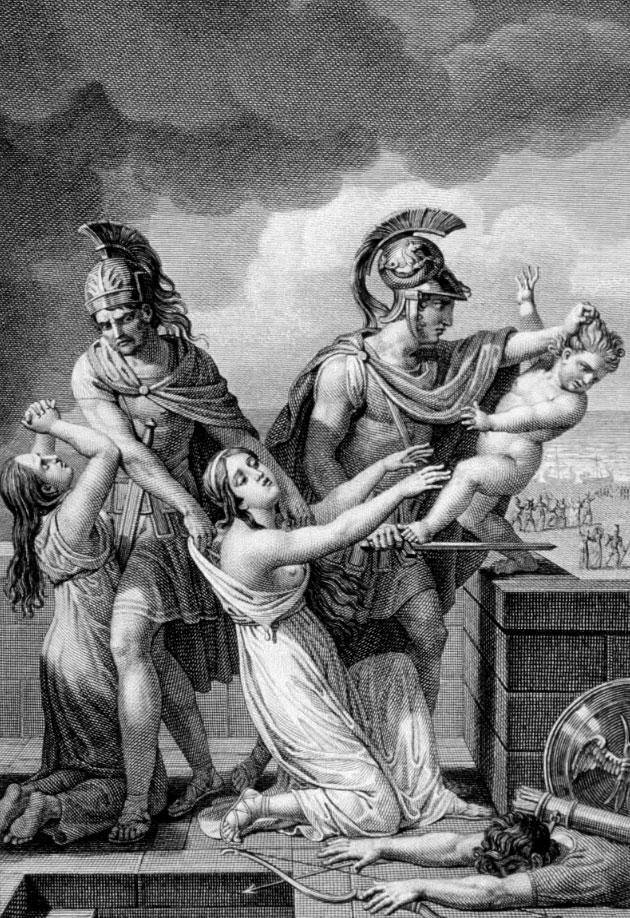
Astíanax é atirado das muralhas a mando de Neoptólemo, perante a impotência de Andrómaca

Na mitologia grega, Astíanax (em grego arcaico Ἀστυάναξ/Astuánax, príncipe da cidade) foi filho de Heitor, o príncipe herdeiro de Tróia, e da princesa Andrómaca, de Tebas da Cilícia.
O seu nome real era Escamândrio, numa clara alusão ao rio que passava perto de Troia, mas o povo de Troia chamou-o de Astíanax, por ser filho de Heitor. Na Ilíada, na famosa cena da despedida de Heitor e Andrómaca, Astíanax encolhe-se a chorar contra o seio da ama, assustado com a aparência do pai, cheio de bronze e com o penacho de crina de cavalo que desponta no seu elmo. Pai e mãe riem por causa da reacção do filho, mas Heitor acaba por beijá-lo, pegá-lo ao colo e pedir aos deuses que aquela criança venha a governar Troia e que venha a ser um guerreiro no mínimo igual ao seu pai.
As versões sobre o que aconteceu a Astíanax no fim da Guerra de Troia divergem: a mais conhecida, e corroborada por obras trágicas como As Troianas, de Eurípides,  menciona que o príncipe foi atirado por Neoptólemo do cimo das muralhas da cidade, receando este que Astíanax, sendo filho de Heitor, por um lado vingasse a morte do pai durante a guerra e, por outro, se tornasse rei de Troia; outra versão mais recente, no entanto, defende que Astíanax não foi morto, mas fundou mais tarde, juntamente com o seu primo Ascânio, filho de Eneias, uma nova Troia.